# Hyundai Accent
A Hyundai Accent (koreai 현대 엑센트, vagy 현대 베르나 Hyundai Verna Dél-Koreában) személygépkocsi a Hyundai gépkocsigyárból. Ausztráliában ez a modell Hyndai Excel néven fut, ami az Accentet megelőző modell neve volt. Dél-Koreában az Accentet a Hyundai Vernával helyettesítették, bár külföldön továbbra is az Accent nevet használják.

## Accent a kezdetektől

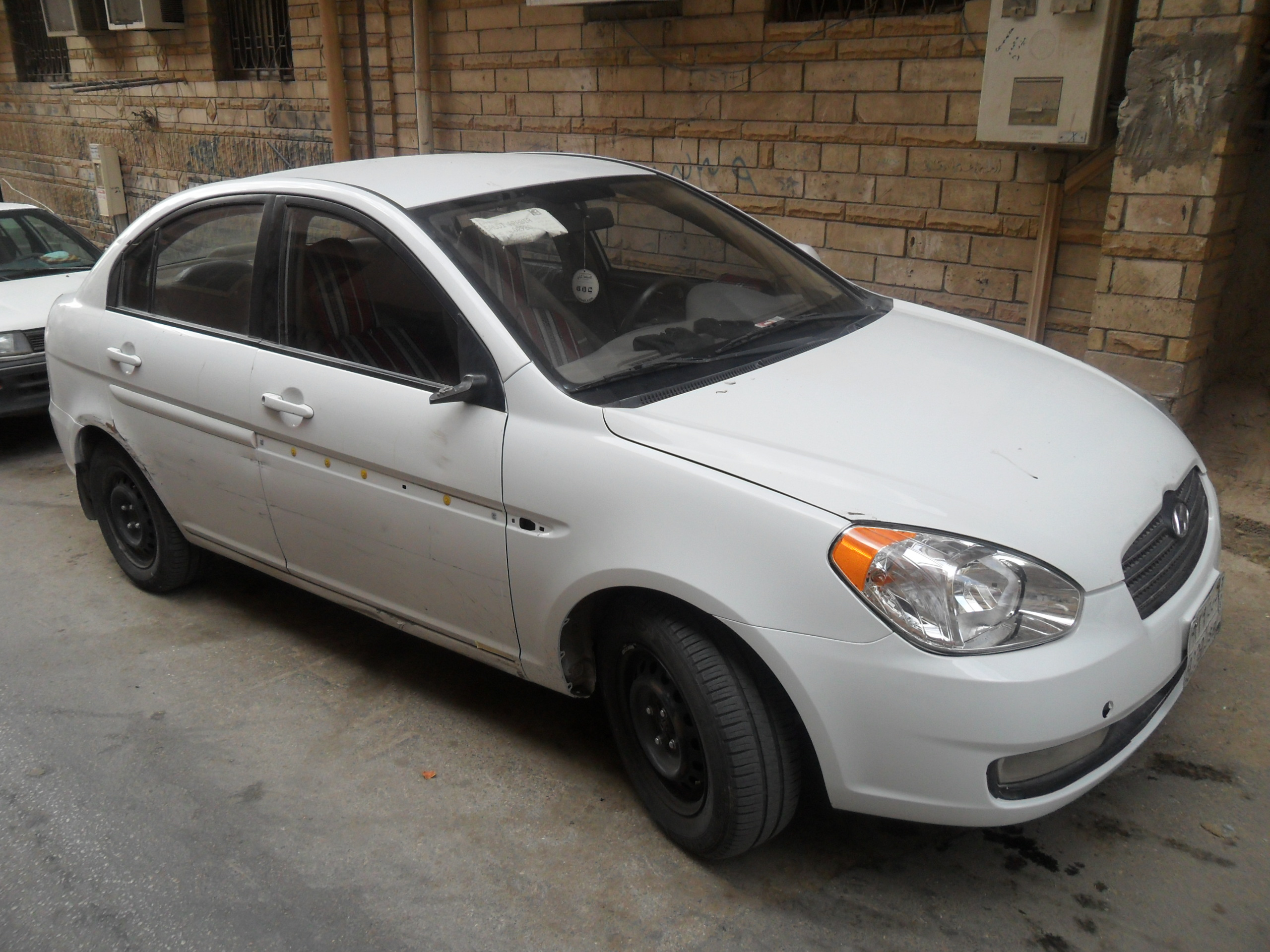
Hyundai Accent 2010, Szaúd-Arábia

A Hyundai Accent (X3) 1995-ben mutatkozott be, a Hyundai Excel után jelent meg. Venezuelában Dodge Brisa néven, máshol (Hollandiában, Belgiumban és Ausztráliában) Hyundai Excel néven futott. Franciaországban Hyundai Pony néven ismert.

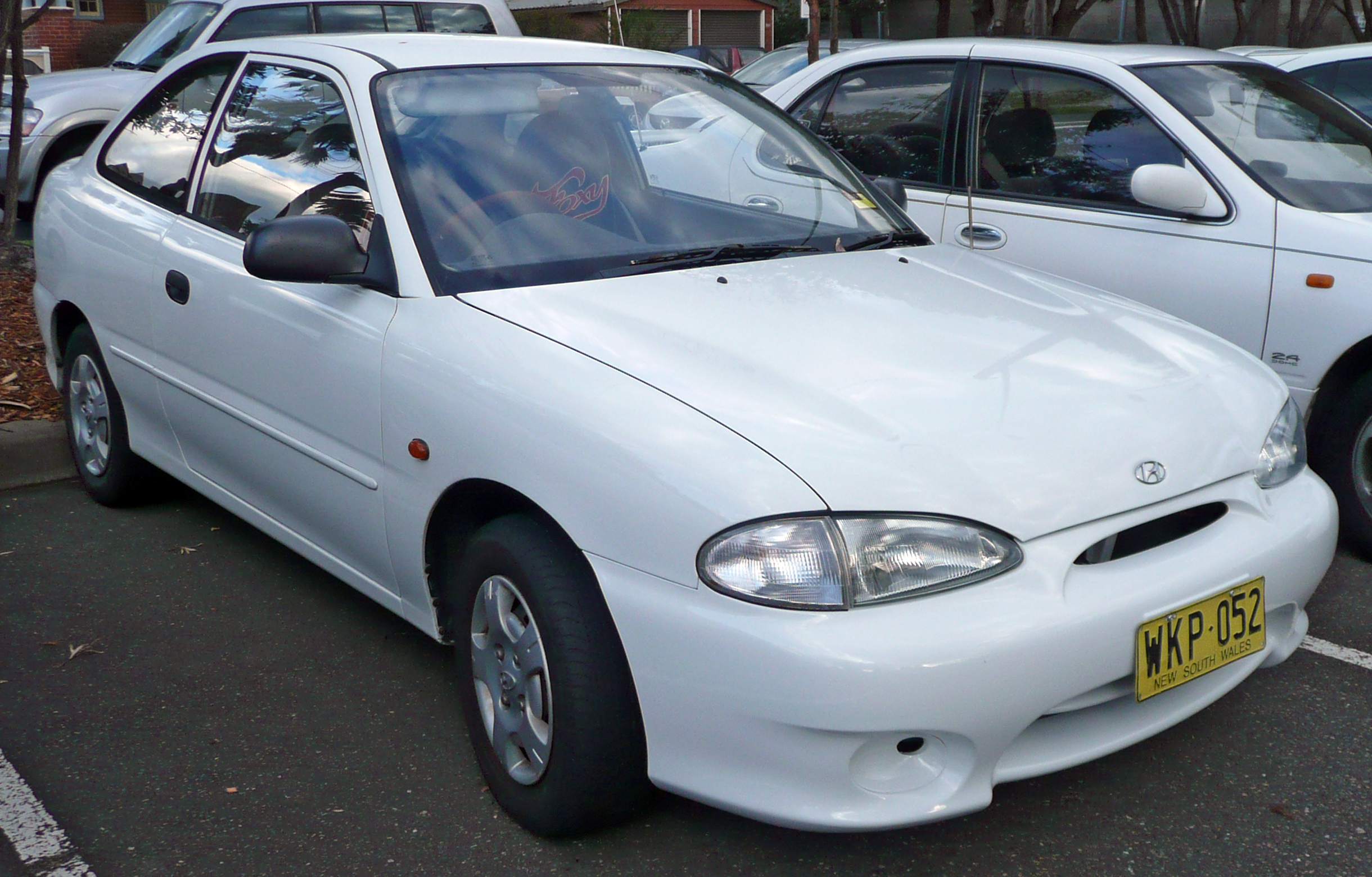
Hyundai Accent X3, ausztrál rendszámmal

Ausztráliában az X3 olyan sikeresnek mutatkozott (alacsony ára ellenére), hogy ez volt a harmadik legjobban árusított gépkocsi az országban 1996 és 1998 között. A következő évben több mint 44 000 darabot adtak el belőle (a teljes paic 5,5%-a). 1994 és 2000 között 200 000 X3-at adtak el Ausztráliában, így az országban valaha eladott legjobb importautónak számít.
Az Accentet szedán, háromajtós és kupé formában árusították az Egyesült Királyságban. Három benzines változatban lehetett kapni: 85-ös (1,3 12v), 92-es (1,5 12v) és 105-ös (1,5 16v), dízel változat nem készült, egészen 2003-ig.
2000-ben elkészült az Accent második generációja, ez főképp Észak-Amerika és Európa számára készült. Puerto Ricóban Hyundai Brio-nak hívták. 2005-ben kijött a harmadik generációs Accent is. Mexikóban dodge Attitude néven ismert, míg pl. Puerto Ricón ezt is Brio néven ismerik.

## Gyártás
Az Accentet Koreában gyártják egy új un. ESP (Electronic Stability Program) keretében. Ez az elektromos menetstabilizátor az autó helyzetét, stabilitását tartja ellenőrzés alatt menet, gyorsulás és fékezés közben egyaránt, biztonságosabbá téve ezáltal a vezetést.

## Típusok
| Lökettérfogat | Teljesítmény | Fogyasztás (városban) |
| ------------- | ------------ | --------------------- |
| 1,3           | 62 kW        | 8 l                   |
| 1,5           | 81 kW        | 5,6 l                 |
| 1,6           | 82,4 kW      | 8,4 l                 |

## Fordítás
- Ez a szócikk részben vagy egészben  a   Hyundai Accent című angol Wikipédia-szócikk ezen változatának fordításán alapul.  Az eredeti cikk szerkesztőit annak laptörténete sorolja fel. Ez a jelzés csupán a megfogalmazás eredetét és a szerzői jogokat jelzi, nem szolgál a cikkben szereplő információk forrásmegjelöléseként.